# 住友銀行

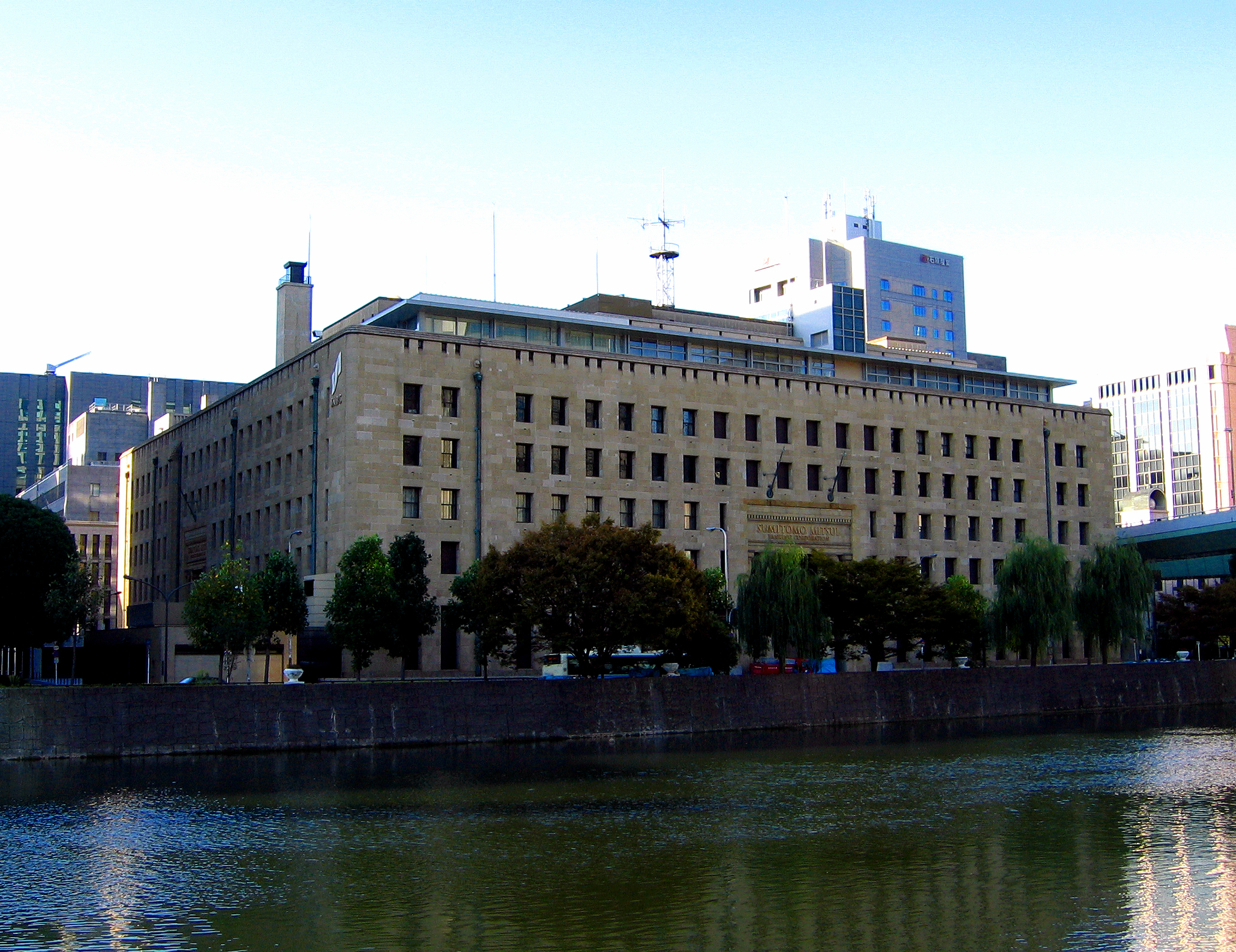
住友銀行本店，現在是三井住友銀行大阪本店營業部，建築師為長谷部鋭吉

標誌

住友銀行株式會社（日语：／ Kabushiki-gaisha Sumitomo Ginkō）是原先位於日本大阪市的一所銀行，2001年4月1日與櫻花銀行合併形成三井住友銀行。其歷史可以追溯到江戶時代的住友家，1895年11月1日由住友吉左衛門注資100萬日圓成立。
住友銀行原先還擁有一家總部位於美國的子公司住友加利福尼亞銀行（Sumitomo Bank of California），此銀行成立於1952年，向日裔美國人提供商業貸款。1997年，住友加利福尼亞銀行被住友銀行出售。